# هيرنان أغيري
هيرنان أغيري (بالإسبانية: Hernán Aguirre)‏ هو دراج كولومبي، ولد في 13 ديسمبر 1995 في Guachucal ‏ في كولومبيا.

## وصلات خارجية
- هيرنان أغيري على موقع الاتحاد الدولي للدراجات (الإنجليزية)
- هيرنان أغيري على موقع أرشيف الدراجات (الإنجليزية)
- هيرنان أغيري على موقع إحصائيات الدراجات الإحترافية (الإنجليزية)
- هيرنان أغيري على موقع نسبة الدراجات (الإنجليزية)